# تايكوندو لايف (مجلة)
تايكوندو لايف (بالإنجليزية: Taekwondo Life Magazine) هي مجلة متخصصة لفنون الدفاع عن النفس في التايكوندو، ويتم نشرها في الولايات المتحدة الأمريكية. أسسها مدرب التايكوندو الأولمبي الأمريكي والمتنزه الكبير يون هوان في عام 2016.
تصدر المجلة مطبوعة ورقمية في 144 دولة حول العالم. تعرض قصصًا، إلى حد كبير من عالم التايكوندو، وتتلقى مساهمات مكتوبة من:
كوكي وون (الأكاديمية العالمية للتايكوندو) Kukkiwon
المقر الرئيسي للتايكواندو العالمي
الهيئة الإدارية الوطنية للتايكوندو للجنة الأولمبية الأمريكية
الاتحاد الدولي لرياضة التايكوندو
في عام 2019، أضافت المجلة بودكاست مقابلة أسبوعية استضافها مارك زيروجيانيس، مؤلف كتاب «معاناة الأبرياء»، ورئيس التحرير والمساهم في مجلة «تايكوندو لايف» المطبوعة.
انضمت مجلة «تايكوندو لايف» في ديسمبر 2020 إلى شبكة بليف الرياضية (جزء من مجموعة وسائط العلامة السوداء) وهذه هي نفس المجموعة التي موّلت مرشح أفضل فيلم لعام  2017 «لا لا لاند» بطولة رايان جوسلينج.

## وصلات خارجية
https://tkdlifemagazine.com/ تايكوندو لايف (مجلة)